# Jack McKinney (basket-ball)
Pour les articles homonymes, voir McKinney.
John Paul McKinney, dit Jack McKinney, né le 13 juillet 1935 à Chester en Pennsylvanie et mort le 25 septembre 2018 à Bonita Springs en Floride,, est un entraîneur américain de basket-ball. 

## Biographie
En 1977 avec les Trail Blazers de Portland, il remporte le titre NBA en tant qu'entraîneur-assistant de Jack Ramsay. 
Jack McKinney dirige les Los Angeles Lakers lors de la saison 1979-1980, mais il doit s'arrêter après 14 matchs (accident de bicyclette). Il dirige la saison suivante les Indiana Pacers, avec lesquels il remporte le titre d'entraîneur de l'année en 1981. Il y reste jusqu'en 1984, et tente brièvement sa chance ensuite avec les Kansas City Kings.
Le 25 septembre 2018, McKinney meurt d'une lésion cérébrale à l'âge 83 ans dans un hospice de Bonita Springs en Floride.